# Andrée Tétry
Andrée Tétry, née le 5 juillet 1907 à Nancy et morte le 11 mars 1992 à Paris 13e, est une biologiste et zoologiste française.  
Après avoir acquis des diplômes en zoologie, chimie, botanique et de géologie, elle obtint son doctorat en sciences naturelles à Nancy en 1938. 
Lucien Cuénot de l'université des sciences de Nancy fut son mentor qui lui donna les grandes orientations de sa future carrière scientifique en étant d'abord son élève puis sa collaboratrice. Lucien Cuénot était un ardent défenseur et propagateur des idées de Gregor Mendel dans la communauté scientifique internationale.
Andrée Tetry collabora de façon fructueuse pendant de très longues années avec Jean Rostand jusqu'en 1977 à la mort de ce dernier. Ils écrivirent ensemble trois ouvrages dans la collection créée par Rostand "l'avenir de la science".
Andrée Tétry fut directrice d'études à l'École pratique des hautes études (élue en 1968) grâce à Pierre-Paul Grassé.

## Biographie

### Origine et jeunesse
La famille d'Andrée Tétry est d'origine normande et lorraine, originaire d'Ars-sur-Moselle où était né son père. Celui-ci opta pour la France en 1871, et s'installa à Nancy où il fit une carrière de préparateur en pharmacie. Andrée Tétry naquit le 5 juillet 1907 à Nancy.
Elle fit sa scolarité secondaire au lycée Jeanne-d'Arc à Nancy.

### Études
Andrée Tétry a fait ses études à la faculté des sciences de Nancy, obtenant successivement les certificats de SPCN  (1927) puis, en 1929, un diplôme  de chimie, de botanique, puis de géologie et de zoologie. Cette dernière spécialité était dirigée par Lucien Cuénot à Nancy.
Une influence importante fut celle de Lucien Cuénot professeur de zoologie à la faculté des sciences de Nancy et qui fut en quelques sorte son « maître ». Le professeur Lucien Cuénot a été l'un des premiers à démontrer que les « lois » de Mendel pouvaient être appliquées, sans restriction, aux mammifères en choisissant la souris pour animal de référence.
Une fois sa licence terminée, Andrée Tétry prépara, sur le conseil de Cuénot, un diplôme d'études supérieures en Paléontologie (1932). Elle passa le certificat, qu'il avait récemment créé, d'Évolution des êtres organisés (juin 1934). 
Par la suite, Andrée Tétry remplit les fonctions de préparateur temporaire et dès qu'un poste d'assistant fut vacant, elle fut nommée assistant titulaire de zoologie à la faculté de Sciences de Nancy (1 janvier 1934). Assistant de cours, Cuénot lui confia également les travaux pratiques de zoologie agricole et plus tard ceux de zoologie générale.
Tout en assumant ses multiples fonctions, elle conduisit à bonne fin une très importante thèse de Doctorat en sciences naturelles soutenue à Nancy le 1er décembre 1938 avec mention très honorable et félicitations du jury, intitulée "Contribution à l'étude de la faune de l'Est de la France (Lorraine)" (Prix de l'Académie de Stanislas en 1946).  

### Carrière
Andrée Tétry a travaillé en collaboration avec Lucien Cuénot, Pierre-Paul Grassé et Jean Rostand.
Le Professeur Pierre-Paul Grassé l'accueille à l’École pratique des hautes études comme directrice d’études adjoint, puis directrice d’études en 1968. Elle va partager un bureau au laboratoire d’évolution des êtres organisés de la faculté des Sciences de Paris, 105 bld Raspail - 75006 Paris. 
Avec Jean Rostand, Andrée Tétry écrivent ensemble : "Atlas de génétique humaine" (Sedes, Paris, 1955), ouvrage qui fut traduit en anglais. Heureux de cette collaboration Jean Rostand lui propose alors une autre collaboration pour un autre ouvrage : "La Vie" (Larousse, 1962). Et, par la suite, ils enchainent avec "l'Homme, initiation à la Biologie" (2 t., Larousse 1972).  
En menant ses recherches, elle participe parallèlement à l'installation du nouveau musée de zoologie de Nancy.
Andrée Tétry eut l'occasion de côtoyer un grand nombre de personnalités à la fois du monde scientifique, médical ou culturel : Etienne Wolff, Jean Dorst, Pierre Leroy et Pierre Teilhard de Chardin, Jean Bernard, le botaniste Fernand Moreau, ainsi que Louise Weiss, mais aussi le professeur Jean Hamburger.
Andrée Tétry resta en rapports avec Jean Rostand et va travailler avec lui jusqu'à la mort de celui-ci à 83 ans, le 2 septembre 1977. 
L'Académie nationale de Metz accueille Mademoiselle Andrée Tétry, d'abord comme associée libre le 3 mars 1977 (rapporteur : Norbert Masius) promue titulaire en séance du 7 février 1980 (rapporteur René Feuga). 
En décembre 1989, Tétry est renversée par un triporteur. Polytraumatisée, elle est opérée à l'hôpital Cochin puis accueillie pour la rééducation dans le service du Docteur Villaros, confrère de l'Académie, à l'hôpital Belle Isle à Metz. 
Andrée Tétry s'éteint à Paris à l'âge de 84 ans le 11 mars 1992.

## Œuvre
- (1937) - « Les Lumbricidés des galeries de mines du bassin de Nancy », Archives de zoologie expérimentale et générale no 79 fascicule 1, Paris, p. 1-16
- (1938) - « Les Lumbricidés des galeries de mines des bassins de Metz, Thionville, Longwy et Briey », Bulletin de la Société d'histoire naturelle du département de la Moselle no 35, Société d'histoire naturelle du département de la Moselle, Metz, p. 141-151
- (1938) - Contribution à l'étude de la faune de l'Est de la France (Lorraine), Thèse de doctorat, publiée dans bulletin de l'ALS, mémoire de la société no 1 bis (1939), 200 p.
- (1948) - Les  outils  chez  les Êtres vivants, Col. l'Avenir  de la Science, Gallimard, Paris, 348 p.
- (1983) - Jean Rostand, prophète clairvoyant et fraternel, Paris, Gallimard & Fondation Singer-Polignac, 1983.

En collaboration :
- Andrée Tétry, « La Science contemporaine au XIXe siècle : Zoologie », dans René Taton (dir.), Histoire générale des sciences, Tome III, volume I, Presses universitaires de France, Paris, 1961.
- Andrée Tétry, « La Science contemporaine au XXe siècle : Zoologie », dans René Taton (dir.), Histoire générale des sciences, Tome III, volume II, Presses universitaires de France, Paris, 1964.
- Pierre-Paul Grassé & Andrée Tétry, Zoologie, « Encyclopédie de la Pléiade », Gallimard, Paris.
  - Tome I : Pierre-Paul Grassé & Andrée Tétry, Généralités - Protozoaires - Métazoaires I, 1963, xvi + 1242 p.
  - Tome II : Pierre-Paul Grassé et Andrée Tétry, Les Arthopodes, 1963, xii + 1038 p.
  - Tome III : Andrée Tétry, Métazoaires III, 1972, ix + 1317 p.
  - Tome IV : Andrée Tétry, Tétrapodes - Domaines faunistiques - Zoogéographie, 1974, xvi + 1637 p.
- Jean Rostand & Andrée Tétry, Biologie,  « Encyclopédie de la Pléiade », Gallimard, Paris, 1965, xxviii + 2036 p.
- Andrée Tétry et Pierre-Antoine Saint-André, « Zoologie », dans Encyclopædia Universalis, Corpus 23 : Tubercule - Zygophycées, Encyclopædia Universalis France S.A., Paris, Août 2002, p.660-662.  (ISBN 2-85229-550-4)
- Lucien Cuénot et Andrée Tétry, L'Évolution biologique : les faits, les incertitudes, Éd. Masson, Paris, 1951